# Liponeura paradecipiens
Liponeura paradecipiens är en tvåvingeart som beskrevs av Peter Zwick 1980. Liponeura paradecipiens ingår i släktet Liponeura och familjen Blephariceridae.
Artens utbredningsområde är Italien. Inga underarter finns listade i Catalogue of Life.